# فرهنگ در بنگلادش

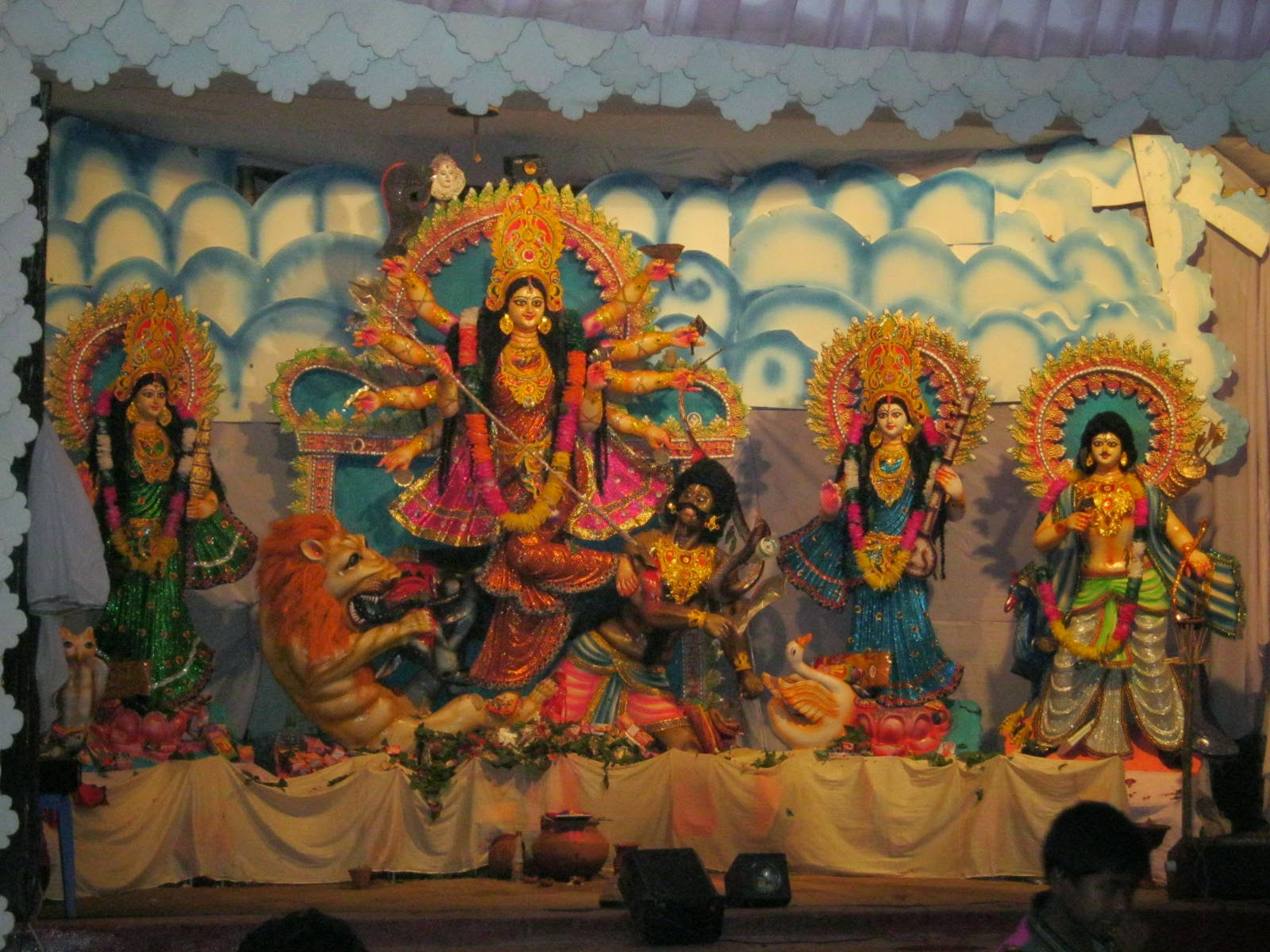
دورگا پوجا در بنگلادش

فرهنگ بنگلادش با فرهنگ منطقه بنگال در هم تنیده‌است. این فرهنگ در طول قرن‌ها تکامل یافته‌است و شامل تنوع فرهنگی چند گروه اجتماعی بنگلادش است. رنسانس بنگالی از اوایل قرن نوزدهم، نقش مهمی در توسعه فرهنگ بنگالی داشتند. فرهنگ‌های بنگلادش تحت تأثیرات اسلام، هندوئیسم، بودیسم، مسیحیت بودهاست و ترکیبی از فرهنگ‌ها و باورهای دینی گوناگون است و به اشکال مختلفی از جمله در موسیقی، رقص، درام تجلی یافته‌است.

## موسیقی، رقص، درام

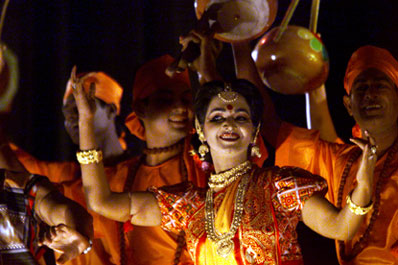
هنرمندان بنگلادشی که در یک نمایش رقص اجرا می‌کنند.

سبک‌های رقص به همراه موسیقی بنگلادشی به سه دسته کلاسیک، موسیقی فولکلور، مدرن تقسیم شود.
بنگلادش زمانی بخشی از پاکستان بود، آن را پاکستان شرقی می‌نامیدند.
سبک کلاسیک تحت تأثیر دیگر شکل‌های کلاسیک رقص‌های موسیقی شبه قاره هند قرار گرفته‌است، بنابراین، برخی از اشکال رقص تحت تأثیر مانند بهاراتناتیم کاتاک را نشان می‌دهد.

## رسانه و سینما
مطبوعات بنگلادشی متنوع، آزاد و متعلق به بخش خصوصی است. بیش از ۲۰۰ روزنامه در کشور منتشر می‌شود. بنگلادش بتار خدمات رادیویی دولتی است. شرکت پخش بریتانیا سرویس خبری و امور جاری محبوب BBC Bangla را اداره می‌کند. پخش بنگالی صدای آمریکا نیز بسیار محبوب است. تلویزیون بنگلادش (BTV) شبکه تلویزیونی دولتی است. بیش از ۲۰ شبکه تلویزیونی خصوصی، از جمله چندین کانال خبری در بنگلادش وجود دارد. آزادی رسانه همچنان به دلیل تلاش دولت برای سانسور و آزار و اذیت روزنامه نگاران، همچنان یک نگرانی اساسی است.

## جشنواره‌ها و جشن‌ها
جشنواره‌ها و جشن‌ها بخشی جدایی ناپذیر از فرهنگ بنگلادش است. جشنواره‌های مسلمانان مانند عید فطر، عید قربان، میلاد پیامبر، محرم؛ جشنواره‌های هندوایی دورگا پوجا و جانماشتمی؛ جشنواره بودایی بودا پورنیما؛ جشنواره مسیحیان مانند کریسمس و جشنواره‌های ملی مانند پولا بوشیاخ، نابانا، روز جنبش زبان، روز استقلال، رابیندرا جیانتی، نظرول جیانتی شاهد برگزاری جشن‌های گسترده و تعطیلات ملی در بنگلادش هستند.

## معماری و میراث
بنگلادش از گنجینه‌های تاریخی گرفته تا نقاط دیدنی معاصر معماری بسیار جذابی دارد. این میراث طی قرنها تکامل یافته و تأثیرات جوامع اجتماعی، مذهبی را جلب کرده‌است. بنگلادش دارای آثار و بناهای تاریخی معماری زیادی است که قدمت آنها هزاران سال است.

## آشپزی

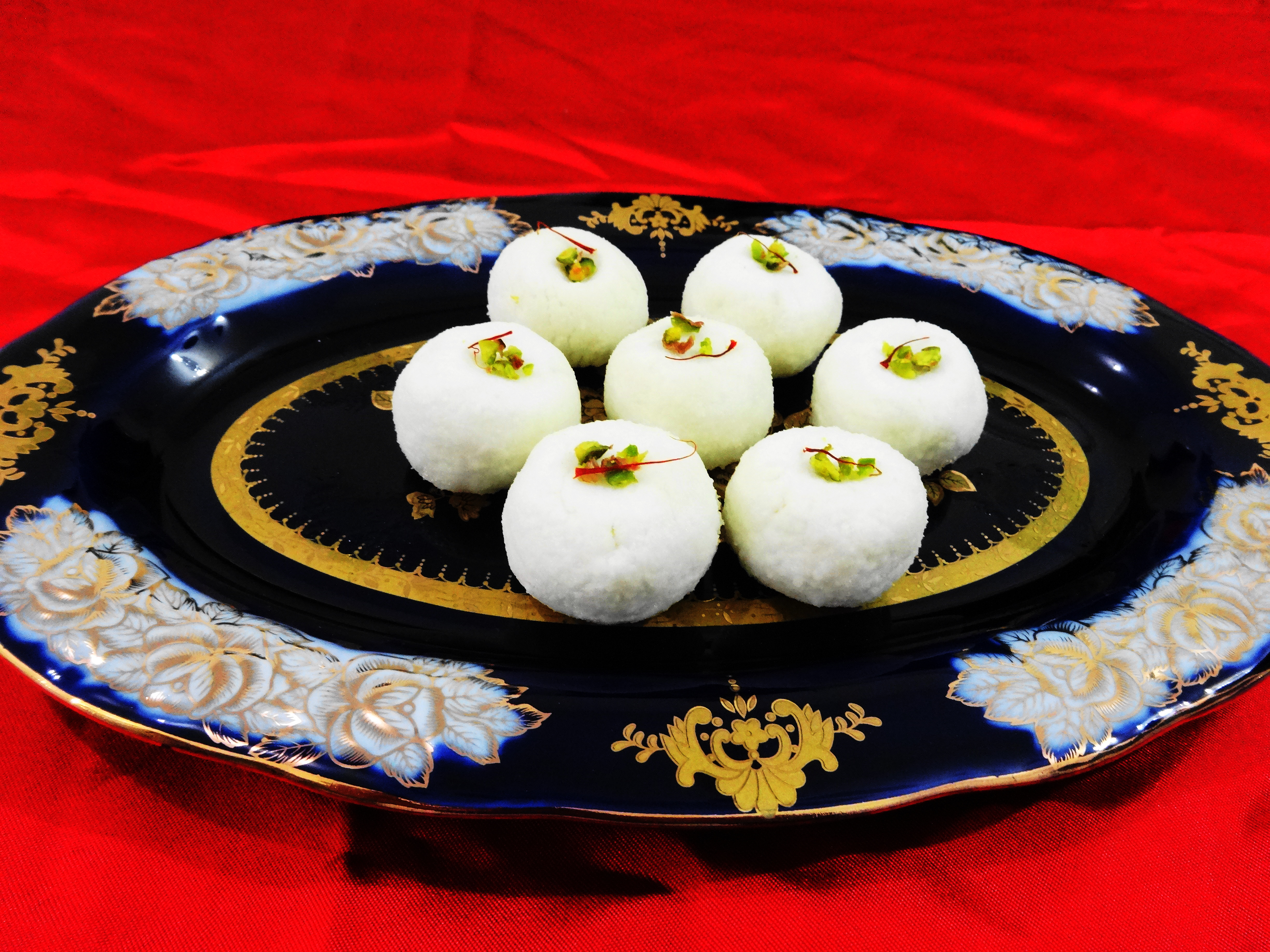
Sandesh، ایجاد شده با شیر و شکر

بنگلادش به دلیل داشتن غذاهای خاص آشپزی، غذاهای خوشمزه، میان‌وعده‌ها و غذاهای با مزه‌های گوناگون مشهور است. برنج بخارپز غذای اصلی شناخته می‌شود. شیرین‌های بنگلادش اکثراً بر پایه شیر است. غذاهای بنگالی به دلیل استفاده بسیاری از ادویه‌ها دارای طعم‌های ویژه غنی و متنوع است.